# Molières-Glandaz
Molières-Glandaz är en kommun i departementet Drôme i regionen Auvergne-Rhône-Alpes i sydöstra Frankrike. Kommunen ligger i kantonen Die som tillhör arrondissementet Die. År 2018 hade Molières-Glandaz 96 invånare.

## Befolkningsutveckling
Antalet invånare i kommunen Molières-Glandaz
Referens:INSEE